# 茨木菜緒
茨木 菜緒（いばらき なお、1990年2月18日 - ）は、大阪府吹田市出身のグラビアアイドル、モデル。スペースクラフト所属。旧芸名は工藤 菜緒。

## 略歴・人物
- 2007年11月デビュー。
- 2008年2月に漫画誌「ヤングガンガン」表紙。
- 日テレジェニック2008でも最終まで残るも落選。日本テレビモバタレGREATにて最終まで残った中から4人で『日テレ裏ジェニック（モバタレジェニック）』が結成された。
- 2008年5月、大阪から上京。
- 2011年7月9日、自身のブログにてプラチカからトヨタオフィスに移籍したことを発表。また、それに伴い芸名を茨木 菜緒に改名した。

## 出演

### バラエティ・情報番組
- モバタレGREAT（日本テレビ）
- グラビアの美少女（MONDO21）
- ビートたけしの今まで見たことないテレビ（日本テレビ）
- 鬼のワラ塾（テレビ朝日）
- Shibuya Deep A（NHK総合）
- 恋んトス（TBS）

### ドラマ
- トミカヒーローレスキューファイアー（2009年、テレビ東京）
- ヤスコとケンジ（2009年、日本テレビ）
- 金曜プレステージ 医療捜査官 財前一二三2（2011年、フジテレビ）- 竜崎興業 若頭の愛人 役

### 映画
- 君が踊る、夏（2010年9月11日、東映）
- 踊る大捜査線 THE FINAL 新たなる希望（2012年9月7日、東宝）
- デッド寿司（2013年1月19日、ウォーカーピクチャーズ）

### ラジオ
- まだまだゴチャ・まぜっ!〜集まれヤンヤン〜（MBSラジオ、2010年10月9日 - 2011年4月9日）

### モデル
- 三愛 「三愛コレクション」（2008年）
- 鈴乃屋 「ふりそでカタログ2009」（2009年）
- 資生堂 「d program」（2010年）
- ダホンガール 3期生（2010〜2011年）
- JR東日本 「駅構内電車中吊り・ポスター」（2011年）
- NTTドコモ 「総合カタログ」（2011・2012年）

### 雑誌
- memew（近代映画社）
- 週刊ヤングサンデー (小学館)
- ヤングガンガン (スクウェア・エニックス)
- Girls! (双葉社)
- スコラ (スコラマガジン)
- FLASH (光文社)
- BOMB! (学習研究社)
- EX大衆 (双葉社)
- 週刊プレイボーイ (集英社)
- B.L.T. (東京ニュース通信社)
- ヤングマガジン (講談社)

### CM
- エバラ 焼肉のタレ（2012〜2013年）
- ヒラトヤ（2013年）
- LION アロマリッチ（2013年）

### その他
- 2010年：スポーツ紙6紙合同ユニット「スクープ!?」1期生（スポーツ報知担当）

## リリース作品

### DVD
1. Angel Kiss〜ときめき18 -eighteen-〜（トリコ・2008年5月22日発売）
2. Angel Kiss〜菜緒の19ボックス〜（トリコ・2009年5月22日発売）
3. 菜緒の20color（イーネットフロンティア・2010年4月23日）